# Ester (technopole)
Pour les articles homonymes, voir Ester (homonymie).
Ester est à la fois un quartier et un technopole français situé sur la commune de Limoges (Haute-Vienne), au nord-est de la ville, près de la limite communale du Palais-sur-Vienne, tout près du quartier de Beaubreuil. 
Acronyme de Espace Scientifique et Technologique d’Échanges et de Recherche, le site technopolitain se compose d'un bâtiment central (la « coupole d'Ester ») et d'un parc technologique. 
Le parc technologique s'étend sur environ 210 hectares, et le quartier englobe en plus de la technopole en tant que telle, une zone tertiaire, des bâtiments publics et universitaires et des espaces verts et boisés.

## Géographie

### Situation
Le site se trouve au sud du quartier de Beaubreuil, au bord de l'autoroute A20, à proximité du Zénith de Limoges, bordé à l'est par le bois de Juillac qui la sépare de la commune du Palais-sur-Vienne, à 4,5 km au nord-est du centre-ville.

### Transports
Ester est desservi par les bus de la ligne 10 du réseau de bus de la STCL et par les sorties 30 et 31 de l'autoroute A20.

## Historique
Lancé en 1988, le projet de technopôle s'articule autour de quatre compétences : céramique, biotechnologies ; électronique ; optique et micro-ondes ; mécatronique. Inauguré en 1993, le bâtiment central est l'œuvre d'Yves Bayard et Jacques Charon, et labellisé Patrimoine du XXe siècle. 
En 2005, le technopôle bénéficie de la labellisation de deux de ses projets en pôle de compétitivité : Elopsys, spécialisé dans les domaines des réseaux et des transmissions sur des technologies sans fil, la fibre optique et les instruments d’imagerie, et le Pôle européen de la céramique, spécialisé dans la recherche sur la céramique industrielle,appelés l'ALPHA - Route des Lasers & des Hyperfréquences et le Pôle Européen de la Céramique. Compte tenu du développement de ces activités, les compétences originelles du technopôle sont refondées et redéfinies en 2006 : céramiques ; matériaux et traitements de surface ; électronique, optique et télécommunications ; biotechnologies santé ; eau et environnement ; ingénierie.
Le site accueille l'École nationale supérieure d'ingénieurs de Limoges, et depuis 2010 l'École nationale supérieure de céramique industrielle (CEC - Centre Européen de la Céramique), toutes deux composantes de l'Université de Limoges, qui ont fusionné le 1er janvier 2017 pour faire l'École d'ingénieurs ENSIL-ENSCI. 

## Le technopole
Ester a une superficie de 210 ha avec une surface de 6 600 m2 sous la coupole, dont 4 120 m2 de bureaux et 1 410 m2 d'ateliers. En 2013, il accueillait 113 entreprises, 1 933 emplois, 894 étudiants et six laboratoires de recherche. Les chiffres 2019 donnent 187 raisons sociales dont 133 entreprises pour 2 784 emplois.
Les entreprises se répartissent comme suit selon les compétences redéfinies de 2006 : 
- ingénierie (41 %) ;
- télécommunications et électronique (18 %) ;
- matériaux céramiques et traitements de surface (14 %) ;
- eau et environnement (11 %) ;
- biotechnologies et santé (5 %) ;
- autres (11 %).

Le technopôle abrite en outre quatre centres de transfert de technologie:
- CTTC (céramique)
- CITRA (traitements et revêtements de surface)
- CISTEME (électronique)
- ODESSOL (eau)

ESTER technopole bénéficie de trois laboratoires publics qui sont: 
- XLIM SYSTEMES - RF équipe Antennes & Signaux
- IRCER (Institut de Recherche sur les Céramiques)
- PEREINE (eau, sol et environnement)

C'est sur le site du technopôle qu'est organisé chaque année le Festival international de webdesign (WIF).
Le Rallye du Limousin et le Grand Prix de Limoges Classic s'y déroulent désormais (pour des raisons de contraintes de sécurité liées à un circuit en ville  ajoutées aux nuisances sonores) alors qu'auparavant elles avaient lieu autour du Champ de Juillet.